# Europese weg 51
De Europese Weg 51 of E51 is een Europese weg die loopt van Berlijn naar Neurenberg.

## Algemeen
De Europese weg 51 is een Klasse A Noord-Zuid-verbindingsweg en verbindt het Duitse Berlijn met het Duitse Neurenberg en komt hiermee op een afstand van ongeveer 410 kilometer. De route is door de UNECE als volgt vastgelegd: Berlijn - Leipzig - Gera - Hirschberg - Hof - Bayreuth - Neurenberg.

## Het traject
- BEGIN - in centrum Berlijn
- A115 - naar Potsdam (zie geschiedenis hieronder)
- aansluiting - aan de E30 en A10
- A10 - volgt even de E30 (ring Berlijn)
- einde aansluiting - volgt de E51 en A9
- A9 - gaat naar het zuiden langs Dessau
- knooppunt - langs de E 49
- A9 - Halle en Leipzig
- knooppunt - langs de A38/A143 (westen) en de A38 (oosten) in aanbouw.
- E49/A9
- knooppunt - langs de E40/A4
- E49/A9
- aansluiting - de snelweg A72/E441 voegt in
- aansluiting - de snelweg A70/E48 voegt in
- A9 - Bayreuth
- EINDE - in knooppunten Neurenberg

## Geschiedenis
De eerste 9 kilometers in het traject was de eerste autosnelweg ter wereld. Deze werd gebouwd in 1921. Men noemde de snelweg de AVUS (Automobil-Verkehrs- und Übungs-Straße); zij was dan ook voor de functie van circuit gebouwd.